# 潔絲·詹寧斯
潔絲·詹寧斯（Jazz Jennings，2000年10月6日—），是一名美國YouTube名人、跨性別女性、大學學生、作家及LGBT權利運動家、電視實境節目主持人。出生於美國 佛羅里達州。

## 生涯
- 2017年，美國道納玩偶公司（英语：Tonner Doll Company）以潔絲·詹寧斯為原型推出玩偶，這款玩偶沒有生殖器官，該公司聲稱這是世界上第一款跨性別玩偶。詹寧斯本人對此表示「非常喜歡」並表示會將部份收益捐出，協助跨性別者推動性別運動。[1][2]
- 2019年6月2日，潔絲·詹寧斯從美國佛羅里達州布勞沃德郡布勞沃德虛擬教育學校正式畢業。2019年下半年將就讀哈佛大學。[3][4]

## 家人
- 父母:珍內特·詹寧斯、格雷格·詹寧斯
- 兄弟姊妹:阿里·詹寧斯、桑德·詹寧斯、格里芬·詹寧斯

## 書籍
- 2016年，Being Jazz: My Life as a (Transgender) Teen(自傳)

## 獎項
- 2017年， 入圍第9屆肖蒂獎最佳活動獎(9th Shorty Awards －Shorty Award for Best in Activism)

## 外部連結
- （页面存档备份，存于）Jazz Jennings 的 youtube 頻道
- 潔絲·詹寧斯的Facebook專頁
- 潔絲·詹寧斯的Instagram帳戶
- Jazz  A Corner For Transgender Kids的Facebook專頁
- Purple Rainbow Tails
- TransKids Purple Rainbow Foundation （页面存档备份，存于）